# Clausula rebus sic stantibus
Die clausula rebus sic stantibus (deutsch etwa: Bestimmung der gleich bleibenden Umstände) ist ein ursprünglich aus dem römischen Recht stammender allgemeiner Grundsatz.

## Die clausula im römischen Recht und im Privatrecht der Bundesrepublik Deutschland
Die Vertragsparteien erwarten keine Änderung der äußeren Umstände, die für den Vollzug des Vertrages entscheidend sind, insbesondere keine grundlegende Veränderung des Verhältnisses zwischen Leistung und Gegenleistung. Wichtig wird dieses Vertrauen auf die Beständigkeit der Geschäftsgrundlage bei Dauerschuldverhältnissen.
Die clausula rebus sic stantibus erlaubt jedoch, Verträge zu ändern, wenn sich die entscheidenden Umstände ändern, welche die Geschäftsgrundlage bilden. Dies nimmt die Rechtsprechung insbesondere in den Fällen von Schadensersatzrenten und Unterhaltsverträgen (hier gar mit Beweislastumkehr) an. Dies steht zwar im Widerspruch zum allgemeinen Rechtssatz pacta sunt servanda, wonach Verträge grundsätzlich erfüllt werden müssen, wird aber heute auch im deutschen Zivilrecht durch das von Reichsgericht und Bundesgerichtshof eingeführte und in der Schuldrechtsreform von 2002 in § 313 BGB kodifizierte Rechtsinstitut der Störung der Geschäftsgrundlage zugelassen, wenn es angesichts der Gesamtumstände treuwidrig gewesen wäre, denjenigen Vertragspartner, für den die Geschäftsgrundlage weggefallen war, weiterhin auf den Vertrag behaften zu wollen.
Gleichwohl ist die clausula rebus sic stantibus im deutschen BGB – anders seit dem gemeinen Recht – heute kein allgemeines Rechtsprinzip. Anders noch hatte selbiges Reichsgericht noch 1920 im „Dampfpreisfall“ entschieden, wonach jedem Vertrag seiner Natur nach eine clausula immanent sei. Mit der gleichen Entscheidung hatte das RG die Kategorie des „Wegfalls der Geschäftsgrundlage“ in die deutsche Rechtsprechung eingeführt. Schon das ältere gemeine Recht ging noch von dieser Tatsache aus, sodass es keiner besonderen Abrede bedurfte, die Vertragsbindung aufzuheben, wenn nach Vertragsschluss gravierende Änderungen der Verhältnisse eintraten.
Der Versuch einer erstmaligen Kodifikation der Regel durch das ALR (§§ 377 ff. I 5), wurde zügig wieder aufgegeben.

## Die clausula im öffentlichen Recht der Bundesrepublik Deutschland
Im öffentlichen Recht gilt die clausula rebus sic stantibus beispielsweise bei Staatsverträgen zwischen Bund und Ländern bzw. zwischen Ländern untereinander aufgrund des Bundesstaatsprinzips. Sie findet für das allgemeine Verwaltungsrecht in § 38 Abs. 3, § 60 VwVfG (öffentlich-rechtliche Verträge) und für das Sozialrecht in § 59 SGB X mit den dort normierten Anpassungs- und Kündigungsrechten ihren Ausdruck.

## Die clausula im schweizerischen Privatrecht
Grundsätzlich gilt, dass eine falsche Vorstellung einer Vertragspartei über zukünftige Entwicklungen die Gültigkeit von Verträgen unberührt lässt (Art. 24 Abs. 2 OR). Es gibt aber Ausnahmebestimmungen. So kann beispielsweise der Richter beim Werkvertrag eine nachträgliche Preiserhöhung genehmigen oder den Vertrag auflösen (Art. 373 Abs. 2 OR). Wenn einschlägige Regeln fehlen, kommt die ungeschriebene clausula in Frage.
Die clausula ist eine Irrtumsregel. Die Berufung auf die clausula setzt dreierlei voraus (vgl. BGE 127 III 300, E. 5b). Die Partei, die sich auf die clausula beruft, muss sich in einem Irrtum über die Entwicklung der Wirklichkeit befunden haben. Nicht im Irrtum befindet sich, wer bewusst spekuliert und sich dabei verspekuliert. Zum Zweiten muss der Irrtum subjektiv wesentlich sein. Das heißt, dass die Partei den Vertrag nicht oder wenigstens anders abgeschlossen hätte, wenn sie die unerwarteten Ereignisse gekannt hätte. Der Irrtum muss schließlich objektiv wesentlich sein. Die entscheidende Frage ist, ob die unveränderte Verbindlichkeit des Vertrags eine unangemessene Rechtsfolge wäre. Der Umstand, der zur misslichen Lage führt, darf nicht selbst schuldhaft herbeigeführt worden sein.
Nach Schweizer Rechtsprechung ist durch die richterliche Vertragsanpassung lediglich eine entstandene massive Unzumutbarkeit zu beseitigen, nicht aber eine volle Ausgewogenheit herzustellen.

## Die clausula im Völkervertragsrecht
Im Völkervertragsrecht wurde diese ursprünglich als Gewohnheitsrecht anerkannte Formel in Art. 62 des Wiener Übereinkommens über das Recht der Verträge (WÜV) von 1969 kodifiziert. Hier wird für eine Vertragsänderung zudem vorausgesetzt, dass die Vertragsparteien die eingetretene Änderung nicht vorhergesehen haben, dass diese für den Vertragsschluss wesentliche Umstände betrifft und dass das Ausmaß der sich aus dem Vertrag ergebenden Verpflichtungen aufgrund der Änderung wesentlich umgestaltet wird.
Des Weiteren wird der Anwendungsbereich durch Art. 62 Abs. 2 WÜV weiter eingeschränkt. Dieser besagt, dass eine Anwendung der Norm auf Verträge, die eine Grenze festlegen, nicht möglich ist. Zudem ist die Norm in solchen Fällen nicht anwendbar, in denen die Änderungen völkerrechtswidrig durch die geltendmachende Vertragspartei herbeigeführt wurden.
Seit ihrer Kodifikation gab es zwei Verfahren vor dem Internationalen Gerichtshof, in denen sich Staaten auf die clausula rebus sic stantibus beriefen. Der Gerichtshof lehnte die Anwendbarkeit jedoch beide Male ab.
Noch vor der Kodifikation in der WÜV hob Österreich in Reaktion auf die Ergebnisse des Ersten Vatikanischen Konzils von 1870 (u. a. die Verkündung der Unfehlbarkeit des Papstes) unter Berufung auf die clausula rebus sic stantibus das 1855 mit der Kurie geschlossene Konkordat auf.